# Lepthyphantes zhangmuensis
Lepthyphantes zhangmuensis là một loài nhện trong họ Linyphiidae. Loài này phân bố ở Trung Quốc.